# Grijskopkwartelduif
De grijskopkwartelduif (Geotrygon caniceps) is een vogel uit de familie Columbidae (duiven). De wetenschappelijke naam van de soort werd als Columba caniceps in 1852 gepubliceerd door de Duits/Cubaanse dierkundige Juan Gundlach. Het is een door habitatverlies en jacht kwetsbaar geworden vogelsoort die alleen voorkomt op Cuba.

## Kenmerken
De vogel is 28 cm lang. De vogel is overwegend donkergrijs in diverse andere kleurschakeringen. Alleen de kruin in egaal grijs. Van boven is deze duif grijs met paarse tinten en een blauwe stuit. De vleugels zijn paarskleurig en de hand- en armpennen zijn bruin met lichtbruin tot oranje randen. De buik en borst zijn donkergrijs tot paars en de onderstaartdekveren zijn okerkleurig.

## Verspreiding en leefgebied
Deze soort is endemisch  in Cuba. De leefgebieden van deze vogel liggen in natuurlijke bossen van verschillend type. Enerzijds vochtig bos dat voorkomt aan de rand van moerassen, maar ook op drogere, kalkrijke grond in heuvel- en bergland zoals in de Sierra del Rosaria in het westen. Deze duiven foerageren vooral laag op de grond en leven van kleine ongewervelde dieren en zaden.

## Status
De grijskopkwartelduif heeft een beperkt verspreidingsgebied en daardoor is de kans op uitsterven aanwezig. De grootte van de populatie werd in 2016 door BirdLife International geschat op 1500 tot 7000 volwassen individuen. De populatie-aantallen nemen af door jacht en habitatverlies. Het leefgebied wordt aangetast door ontbossing, waarbij natuurlijk bos plaats maakt voor intensief agrarisch gebruik zoals de teelt van cacao en tabak. Daarnaast wordt de vogel gevangen voor consumptie. Om deze redenen staat deze soort als kwetsbaar op de Rode Lijst van de IUCN.